# Channa lucius

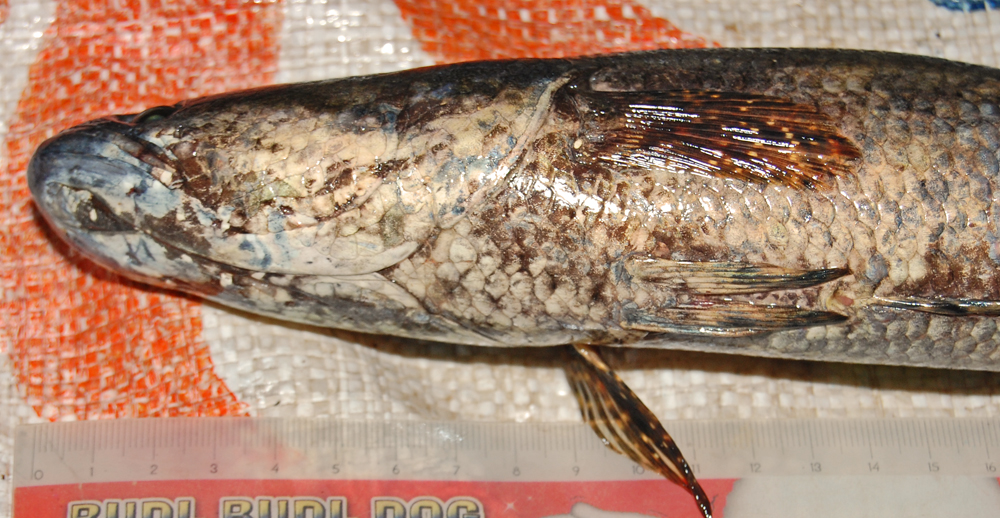
Vista ventral del cap i del cos

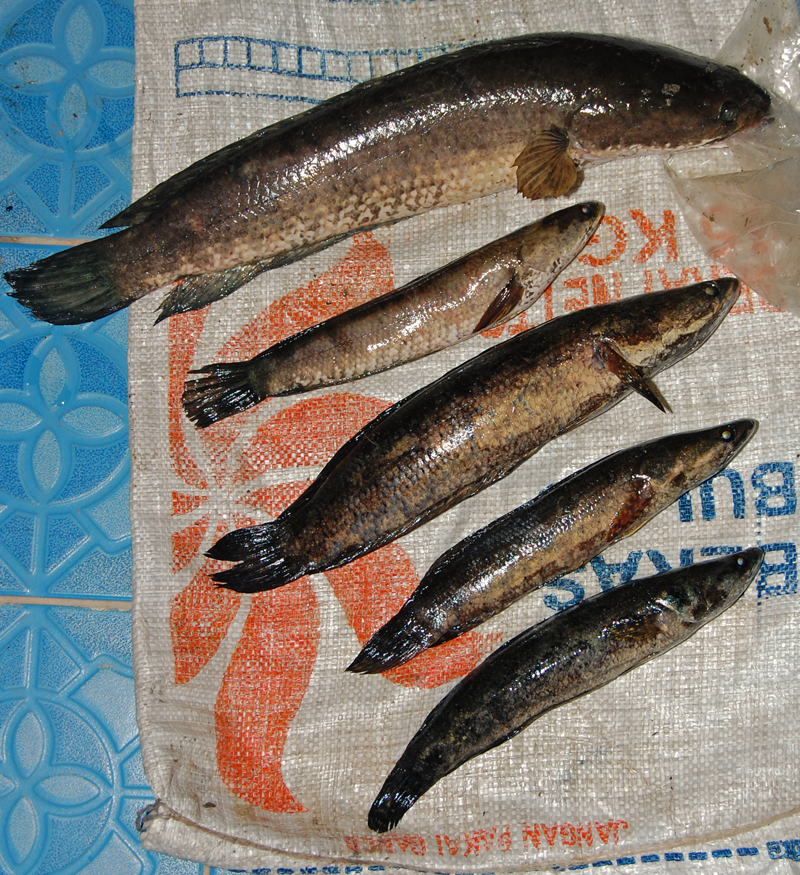
Exemplars de Channa striata (els dos superiors) i de Channa lucius (els tres inferiors)

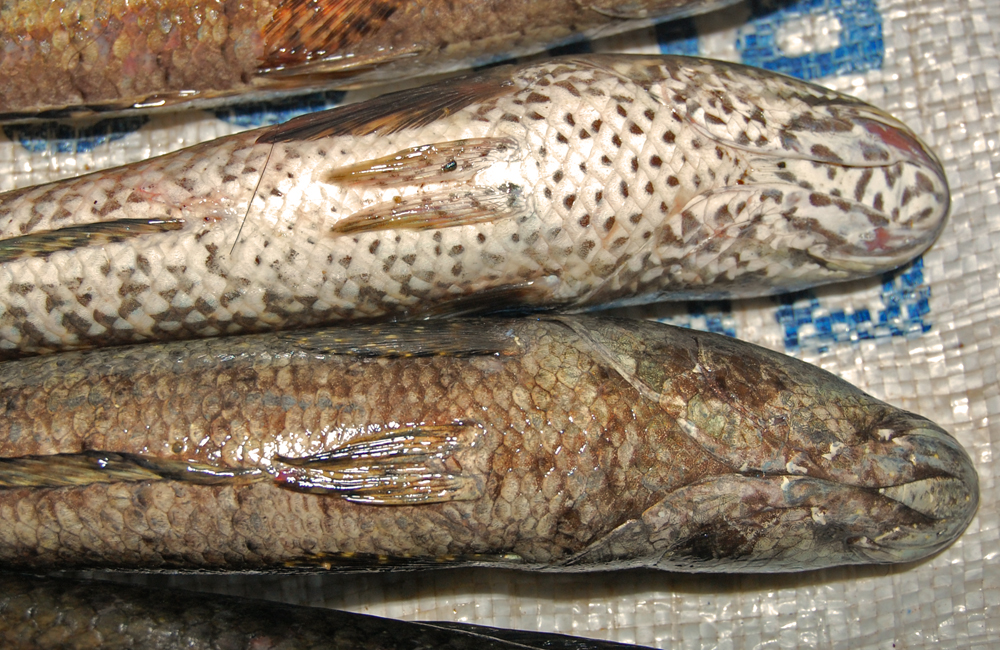
Vista ventral de Channa striata (a dalt) i de Channa lucius (a baix)

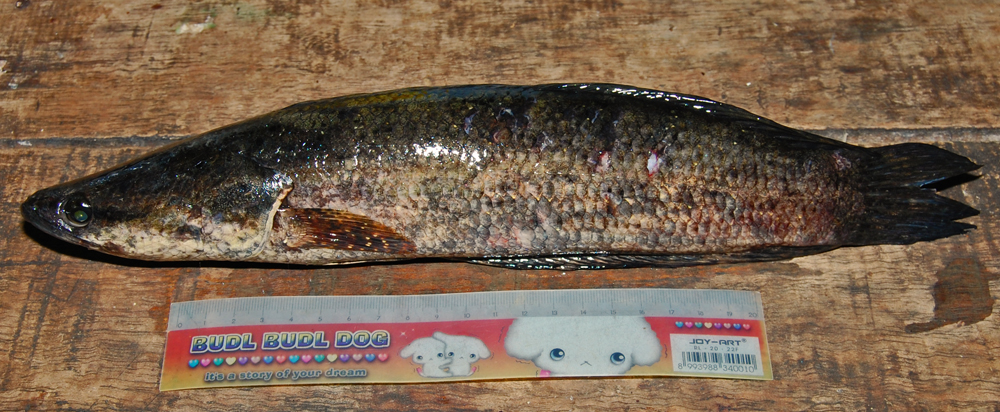
Vista a escala d'un Channa lucius. Fa 290 mm fins exceptuant l'aleta caudal, i 330 si se la inclou.

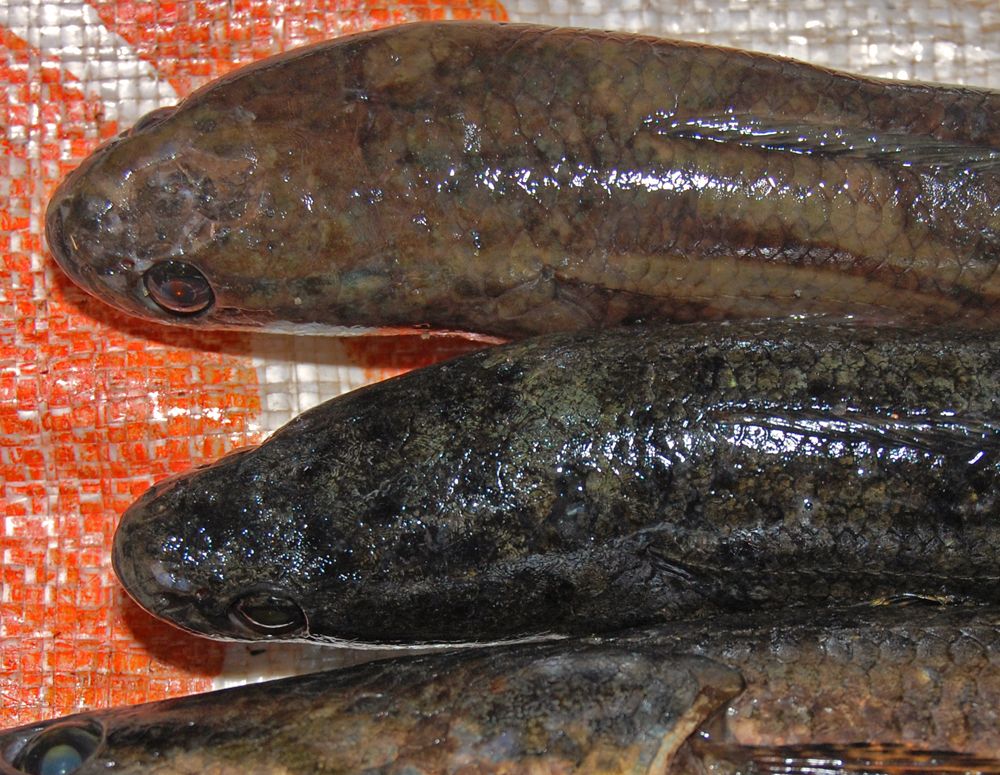
Vista dorsal del cap i la part frontal dels cossos de Channa striata (a dalt) i de Channa lucius (a baix)

Channa lucius és una espècie de peix de la família dels cànnids i de l'ordre dels perciformes.

## Descripció
- El cos fa 40 cm de llargària màxima i presenta escates a la regió gular del cap, el ventre amb franges obliqües i cinc files d'escates entre la línia lateral i la base dels radis de l'aleta dorsal.
- Tant el cap com el cos tenen dues ratlles que van des de l'extrem del musell fins a la meitat de l'aleta caudal (una a la part superior i l'altra a la part inferior del cos), les quals, a mesura que el peix esdevé adult, es divideixen en 5-9 taques negres.[6]
- Cap amb el perfil superior una mica còncau i amb una o dues fileres de dents canines sobre el prevòmer i els palatins.[7]
- 37-41 radis tous a l'aleta dorsal i 25-30 a l'anal.
- 43-48 vèrtebres.
- 58-65 escates a la línia lateral i 5½ entre la línia lateral i la base dels radis de l'aleta dorsal.[8][9][10][11][12]

## Reproducció
És un constructor de nius i ambdós progenitors col·laboren en la protecció d'ous i larves.

## Alimentació
És un depredador de superfície, el qual depèn del camuflatge per emboscar les seues preses (principalment, peixos), tot i que també es nodreix de granotes, gambetes d'aigua dolça i crancs.

## Hàbitat i distribució geogràfica
És un peix d'aigua dolça (pH entre 5,5 i 6), bentopelàgic, potamòdrom i de clima tropical (22 °C-26 °C), el qual viu a Àsia: els rierols i rius de corrent lent, rierols de bosc, llacs, estanys i pantans amb abundant vegetació aquàtica i plantes llenyoses submergides des de Tailàndia fins a Indonèsia (Sulawesi, Sumatra, Java i Borneo), incloent-hi Malàisia (Sarawak, Sabah i la Malàisia peninsular), Laos, el Vietnam, Cambodja i el sud de la Xina, incloent-hi la conca del riu Mekong a Laos.

## Estat de conservació
Les seues principals amenaces són la sobrepesca, la contaminació de l'aigua dels rius (agrícola, urbana i industrial) i la degradació del seu hàbitat com a resultat del desenvolupament urbà i de la sedimentació.

## Vida en captivitat
Li cal un estany o un gran aquari amb espais oberts per poder-hi nedar, amagatalls, lliure accés a la superfície per poder-hi respirar i, només si hom vol que es reprodueixi, àrees amb vegetació aquàtica.

## Observacions
És inofensiu per als humans, crepuscular o nocturn i es comercialitza fresc o, sovint, viu a Cambodja, ja que és la tercera espècie de peix més preuada com a aliment a l'Àsia sud-oriental (només superada per Channa micropeltes i Channa striata). A més, també és present al comerç de peixos ornamentals de Singapur.